# Línea Zafra-Huelva
La línea Zafra-Huelva es una línea de ferrocarril de 180,8 kilómetros de longitud que pertenece a la red ferroviaria española. Se trata de una línea de ancho ibérico (1668 mm), de vía única y no electrificada. Su tráfico principal es de carácter regional. Siguiendo la catalogación de Adif, es la «línea 512».
Los orígenes de la línea se retrotraen a finales del siglo XIX, cuando se inició su construcción por iniciativa del empresario hispano-alemán Guillermo Sundheim. Inaugurada en 1889, su entrada en servicio permitió romper el aislamiento de las comarcas del Andévalo y la Sierra. Además, el trazado tuvo conexión con varios ramales de carácter minero a través de empalmes o bifurcaciones. Debido a ello, durante muchos años a través de sus vías circuló un importante tráfico de mercancías que procedía de los yacimientos presentes en la zona y que tenía como destino el puerto de Huelva. Controlada en sus primeros años por la Compañía del Ferrocarril de Zafra a Huelva, en 1941 la gestión de la línea férrea pasó a manos de la empresa estatal RENFE.
El trazado entró en declive durante la segunda mitad del siglo XX, cuando el cierre de muchas minas onubenses supuso que desapareciera el que había sido uno de sus principales tráficos. A esto se sumó la falta de inversiones, que se tradujo en un progresivo envejecimiento del entramado y en un deterioro de los servicios. Tras barajarse un posible cierre de las infraestructuras al tráfico, desde la década de 2000 se han implementado una serie de intervenciones con vistas a su modernización. En la actualidad la línea forma parte de la Red Ferroviaria de Interés General y es administrada por el ente Adif.

## Historia

### Orígenes y construcción
Los antecedentes de la línea se retrotraen hasta 1870, cuando el Estado ofreció en subasta pública una concesión para la línea de ferrocarril Zafra-Huelva, si bien esta no despertó interés. No fue hasta 1878 cuando se otorgó una concesión a la sociedad Sundheim & Doetsch, con el empresario hispano-alemán Guillermo Sundheim al frente. En un principio estaba previsto que la línea enlazase Zafra con el ferrocarril minero de Riotinto, que ya se encontraba operativo desde 1875. Sin embargo, diversas eventualidades y problemas echaron por tierra esta posibilidad, optándose por construir un nuevo trazado más cerca de la frontera portuguesa. La redacción del proyecto se le encargó, un año más tarde, al ingeniero-jefe de caminos Miguel Muruve y Galán. La concesión definitiva de la línea férrea se otorgó el 20 de agosto de 1881, y contó con una subvención de más de once millones de pesetas.
Sundheim inició inmediatamente las obras, traspasando en 1884 la concesión del trazado a la Compañía del Ferrocarril de Zafra a Huelva (ZH). Los trabajos transcurrieron entre 1881 y 1889, afrontando la compleja orografía que existe en la zona de Sierra Morena. Los materiales de construcción fueron importados mayoritariamente desde el extranjero por vía marítima. El tramo Valdelamusa-Huelva se inauguró el 23 de julio de 1886, mientras que el tramo Zafra-Valdelamusa se estrenó el 1 de enero de 1889. Los trabajos de construcción en algunas secciones fueron arduos, ya que tuvieron que perforarse casi una veintena de túneles y construirse unos diecinueve puentes de hierro —de entre los cuales sobresalía el puente de las Tres Fuentes—.
El trazado, que tenía una longitud de 179 kilómetros, contaba con una veintena de estaciones y apartaderos para regular el tráfico. En la capital onubense se articuló un importante complejo ferroviario, Huelva-Odiel, donde además se encontraba el depósito de locomotoras que prestaba servicio a toda la línea.

### Los años de apogeo
Aunque la construcción de la línea no se completó hasta 1889, cabe señalar que para 1884 esta ya funcionaba de forma parcial. La entrada en servicio del trazado permitió conectar la aislada comarca del Andévalo con el resto de la provincia de Huelva, beneficiándose de ello numerosos municipios. También se creó un corredor ferroviario que permitía enlazar las provincias extremeñas con un puerto marítimo que, además, tenía salida al océano Atlántico. De esta forma, se consiguió dar salida a los importantes recursos agrícolas y mineros de la zona. En cuanto al tráfico de viajeros, durante las primeras décadas de existencia del ferrocarril este superó con creces las previsiones originales. Por ejemplo, en el ejercicio de 1897 la línea transportó a 132 360 viajeros. La compañía ZH llegó a adquirir cerca de una treintena de locomotoras de vapor para hacerse cargo de las labores de tracción, entre las cuales sobresalían las manufacturadas por la compañía británica Dübs.

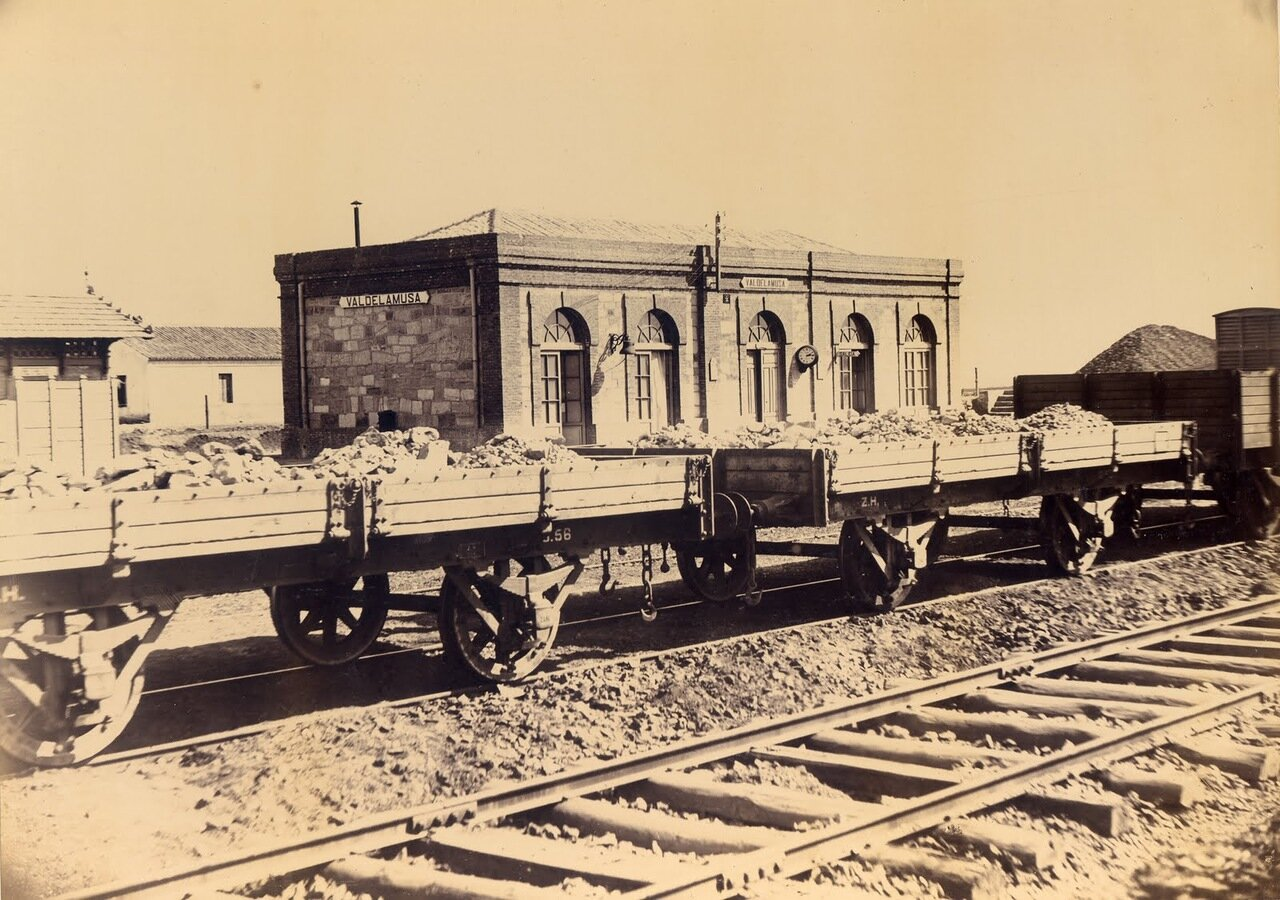
La estación de Valdelamusa llegó a tener un importante tráfico minero.

La principal pretensión de Guillermo Sundheim era que la línea Zafra-Huelva se acabara convirtiendo en un ferrocarril que canalizara el tráfico de minerales hasta el puerto de Huelva. La presencia de numerosas explotaciones mineras en torno al trazado llevó a la construcción de varios ramales de vía estrecha que permitiesen la conexión de los yacimientos con el ferrocarril. Así, con el tiempo la línea llegó a estar enlazada por multitud de vías con las minas de Aguas Teñidas, El Perrunal, Lomero-Poyatos, Confesionarios, San Telmo, La Joya, Cueva de la Mora o San Miguel. Debido a la diferencia de ancho ferroviario se habilitaron varios cargaderos de mercancías para poder efectuar el transbordo de piritas entre los trenes de vía estrecha y los de ancho ibérico. Las instalaciones de Valdelamusa y El Tamujoso se convirtieron en los principales núcleos receptores de mineral en la zona, por ser estos los puntos donde confluían la mayor parte de los ramales.
La mina del Perrunal fue la que mayor cantidad de piritas movió a través de la línea Zafra-Huelva: entre 1901 y 1960 más de siete millones y medio de toneladas de este material fueron embarcadas por ferrocarril. En este caso destaca la existencia de un ramal de ancho ibérico, lo que facilitaba el trasiego de convoyes sin necesidad de trasbordos. Otras explotaciones también alcanzaron cifras relevantes en cuanto al tráfico. Por ejemplo, entre 1905 y 1960 se llegaron a trasladar unas 1 553 812 toneladas de piritas extraídas en Lomero-Poyatos, mientras que entre 1903 y 1960 se transportaron 1 327 275 toneladas de mineral procedente de San Telmo. También sobresale el caso de la mina de Cueva de la Mora, que entre 1888 y 1960 dio salida por tren a más de un millón de toneladas de piritas.
Durante aquellos años el movimiento de viajeros también tuvo una gran relevancia. En 1929 comenzó a circular por el trazado un automotor modelo Sentinel-Cammell para los servicios de pasajeros que pronto se hizo popular; conocido por el apodo de «piojo verde», este automotor era capaz de alcanzar los 80 kilómetros por hora en vía general. En 1936 entró en servicio la línea Gibraleón-Ayamonte, que partía desde un ramal de la estación de Gibraleón. Este hecho supuso que la línea Zafra-Huelva ganase un nuevo enlace ferroviario y que además acogiera parte de su tráfico. A finales de aquel año también entró en servicio otro trazado que enlazaba Zafra con Jerez de los Caballeros, dentro de un proyecto que buscaba alcanzar la frontera portuguesa a través de Villanueva del Fresno.

### Los años de RENFE
En 1941, con la nacionalización de toda la red ferroviaria de ancho ibérico, la línea Zafra-Huelva quedó integrada en la red de la recién creada RENFE. La nueva propietaria procedió a aumentar el parque motor adscrito a este trazado, trayendo varias decenas de locomotoras de vapor que habían operado en las redes de MZA y «Andaluces». Con posterioridad se traerían varias locomotoras «americanas» de Norte. Debido al mal estado en que se encontraban las infraestructuras, a mediados de la década de 1950 se renovó de forma integral la vía. Así mismo, entre 1954 y 1956 fueron sustituidos los viaductos metálicos por otros nuevos de hormigón. Durante esta época el trazado llegó a acoger un tráfico intenso, dado que el ferrocarrril fue muy utilizado por los habitantes de la provincia. En 1955 un total de 421 125 pasajeros viajaron por esta línea férrea. Nueve años después el volumen de tránsito se mantenía estable, ya que fueron trasportados durante ese año 416 995 viajeros.

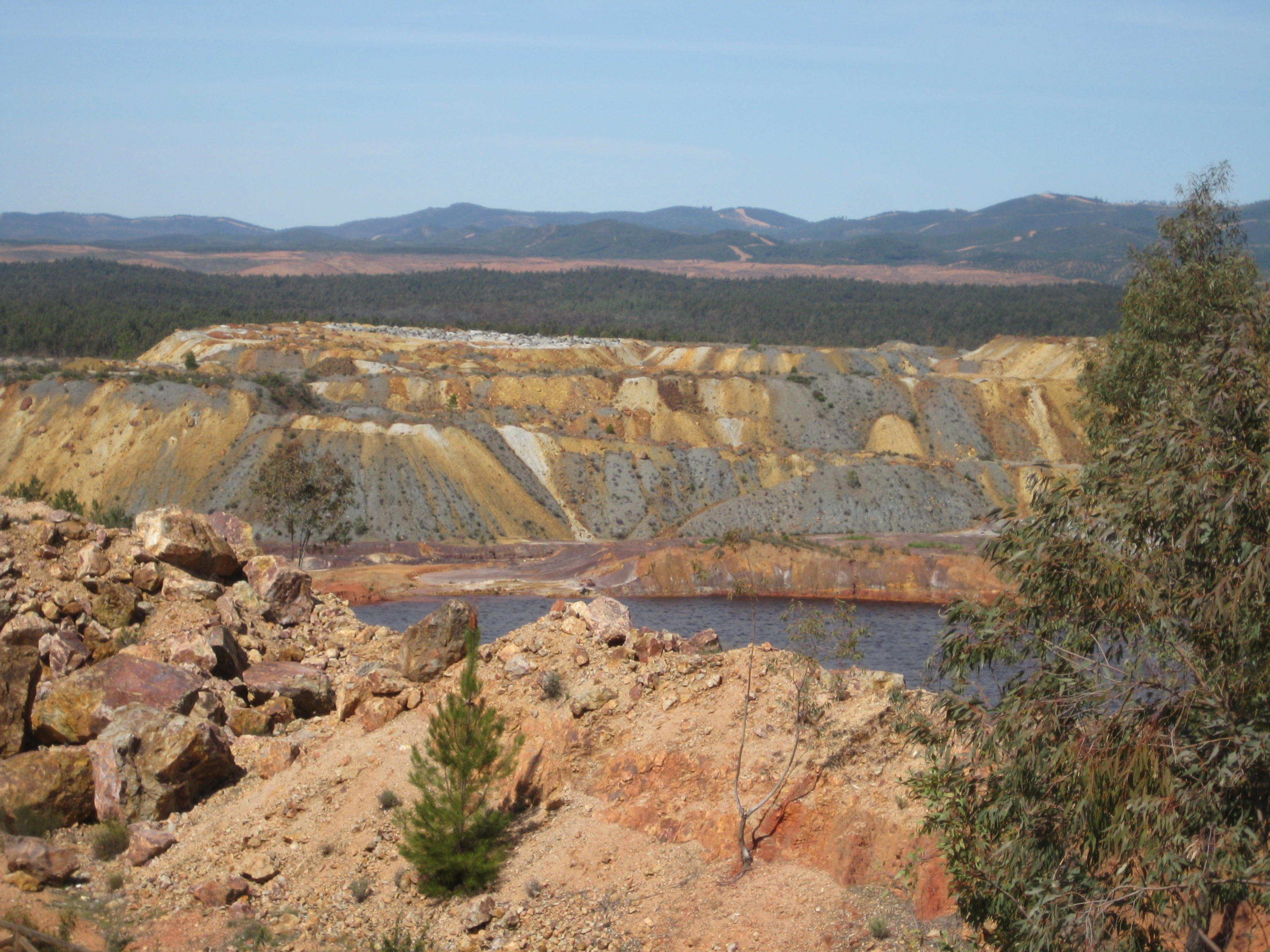
Las minas de San Telmo, origen de una parte importante del tráfico de mineral en la línea Zafra-Huelva.

En la década de 1960 la tracción a vapor fue suprimida en la línea Zafra-Huelva y los servicios de viajeros pasaron a ser operados por ferrobuses y automotores diésel. A pesar de esta modernización, la proliferación del transporte por carretera mediante autobuses y automóviles supuso una caída del número de viajeros transportados por ferrocarril. Paralelamente, durante estos años los ramales que enlazaban las explotaciones mineras con el trazado fueron clausurados, como fue el caso del ferrocarril de la mina del Perrunal —cerrado en 1969—. A comienzos de la década de 1970 se cerró el último de estos ramales, el de San Telmo, mientras que el movimiento de pasajeros mantuvo una caída pronunciada. En la estación de Valdelamusa el embarque de mineral continuó hasta febrero de 1991. En 1976 fue clausurada la estación de Huelva-Odiel, por lo que se habilitó una nueva variante que prolongaba el trazado hasta la estación de Huelva-Término.
A mediados de la década de 1980, a pesar del declive de la actividad minera en el Andévalo, la línea mantenía un importante tráfico de mercancías. Por sus vías circulaban trenes que transportaban fosfatos de Cáceres, combustibles líquidos elaborados en la refinería de La Rábida o ácido sulfúrico producido en la planta que la empresa Minas de Almagrera tenía en Sotiel Coronada. Durante algún tiempo también transitaron trenes de pirita procedentes de las minas de Tharsis a través de Gibraleón. Sin embargo, para entonces la línea Zafra-Huelva era víctima de una falta de inversiones crónica, con la persistencia de unas infraestructuras obsoletas. Esto, a su vez, se traducía en unas velocidades de circulación muy bajas. Ya en 1984 el trazado fue catalogado por RENFE como altamente deficitario.

### SigloXXI
En enero de 2005, con la división de RENFE en Renfe Operadora y Adif, la línea pasó a depender de este último organismo. Para entonces tanto el tráfico de pasajeros como el de mercancías se había reducido de forma considerable respecto a otras épocas. Entre los años 2004 y 2016 se realizó una inversión de cuarenta y ocho millones de euros destinada a implementar una serie de intervenciones en el tramo Zafra-Jabugo, entre las cuales se incluían la renovación del carril, traviesas y balasto. También se rehabilitaron numerosos recintos ferroviarios y se levantaron nuevos edificios de viajeros o apeaderos. Con posterioridad a 2020 se introdujeron otras reformas en el trazado. Por un lado, se mejoró la seguridad mediante la sustitución del sistema de bloqueo telefónico por otro de telemando regulado desde un Control de Tráfico Centralizado (CTC). Así mismo, en 2022 comenzó un proceso de renovación de las infraestructuras en el tramo Valdelamusa-Huelva. Durante el verano del 2023 la línea fue cerrada al tráfico con el objetivo de renovar cinco puentes del trayecto, mejorando así la vida útil de los viaductos.

## Trazado y características

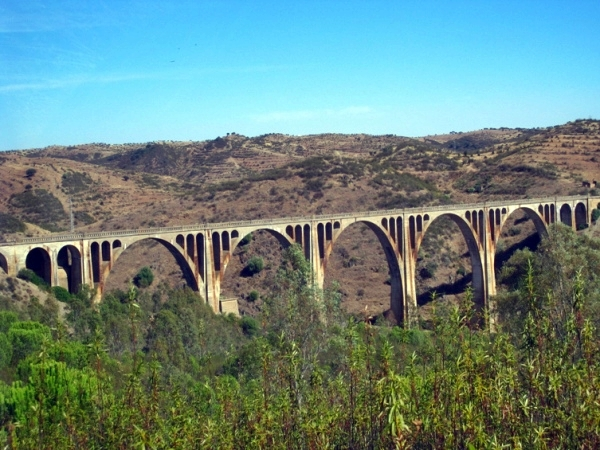
Puente de la Alcolea, en 2008.

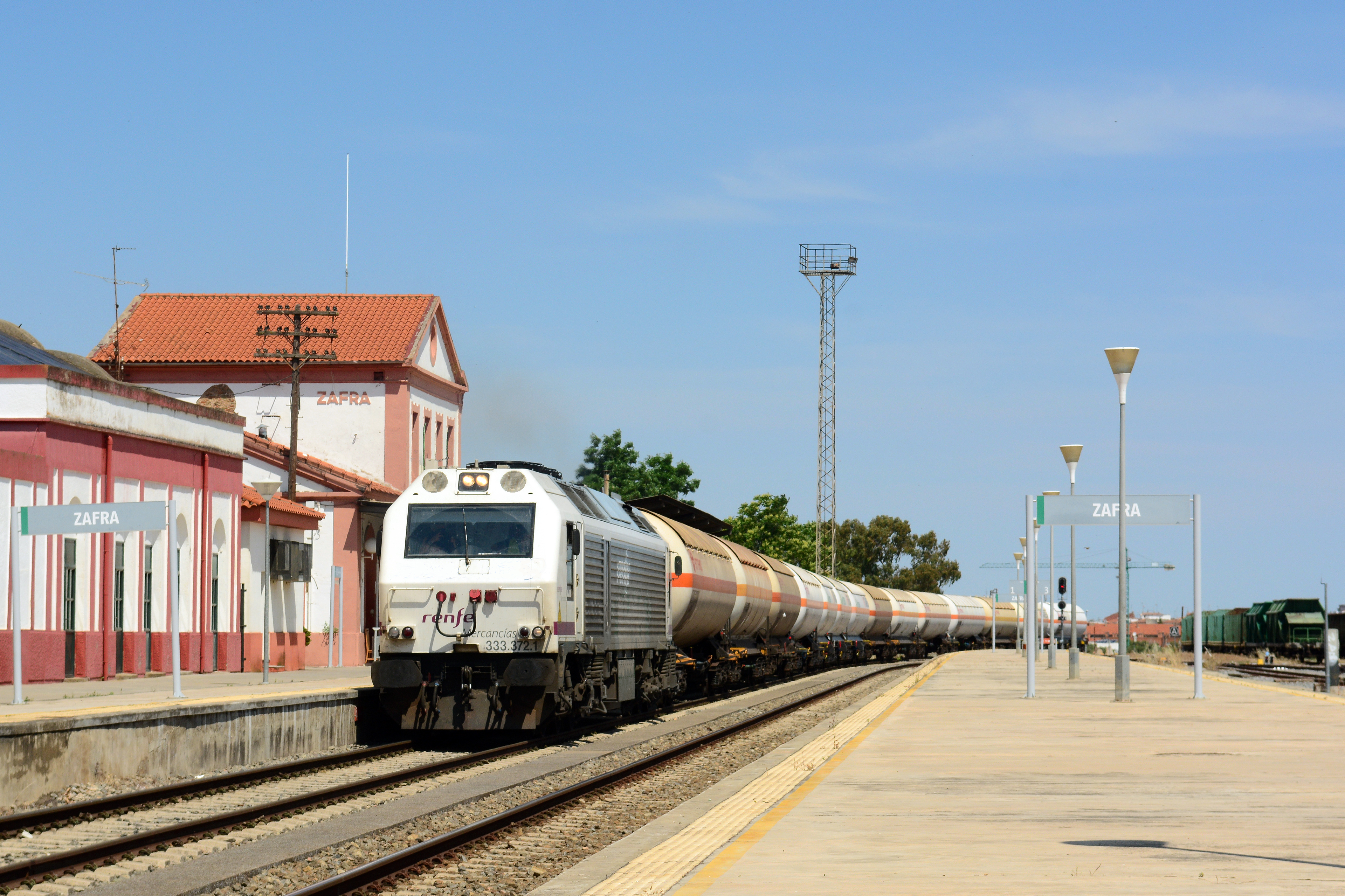
Tren de amoniaco Badajoz-Huelva en la estación de Zafra, en 2018.

Se trata de una línea convencional de 180,8 kilómetros de longitud, en ancho ibérico y sin electrificar. A lo largo de todo el trazado impera la vía única. Las dificultades orográficas de la zona del Andévalo, especialmente en el tramo comprendido entre Cumbres Mayores y Valdelamusa, supusieron que se llegaran a construir hasta dieciocho túneles. La mayoría de ellos tienen una longitud superior a los 100 metros, destacando el túnel de Almonaster (que tiene una extensión de 1350 metros). Cuenta así mismo con un total de diecinueve puentes y viaductos, de entre los cuales se pueden mencionar tres: el del río Múrtigas, el de las Tres Fuentes y el de la Alcolea. En Zafra el trazado mantiene empalmes con las líneas Mérida-Los Rosales y Zafra-Jerez de los Caballeros, mientras en la capital onubense conecta con la línea Sevilla-Huelva.
Originalmente el trazado terminaba su recorrido en la estación de Huelva-Odiel, desde donde partían varios ramales al puerto. Esta situación se mantuvo hasta el cierre de las instalaciones en julio de 1976, tras lo cual se construyó la «variante de Peguerillas» que enlazaba directamente con la línea Sevilla-Huelva y permitía la conexión con la estación de Huelva-Término. Como resultado de esta intervención, fue suprimida la vía existente entre los puntos kilométricos 172 y 179 originales, que algún tiempo después sería desmantelada. En la actualidad la terminal de la línea se encuentra situada en la estación de Huelva-Mercancías.

## Tráfico ferroviario
La línea Zafra-Huelva posee un tráfico reducido y de ámbito mayormente regional, ya que se encuentra fuera de los principales ejes de comunicación que vertebran el país. Los trenes de mercancías que enlazan Extremadura con Huelva y viceversa emplean mayormente el trazado, y también son numerosos los que salen desde el Polo Químico de Huelva. El tráfico de pasajeros es mucho más reducido y se limita a los servicios de Media Distancia prestados por la línea 73 de Renfe. Según datos de Adif de 2021, el volumen medio en esta línea fue de cuatro trenes diarios en ambos sentidos, con una saturación del 40 %.